# ریتشانی (ناحیه برنو-تسوونتری)
ریتشانی (به چکی: Říčany) یک منطقهٔ مسکونی در جمهوری چک است که در ناحیه برنو-تسوونتری واقع شده‌است. ریتشانی ۱٬۸۳۶ نفر جمعیت دارد.